# Абд
Абд (араб. عبد — слуга, раб; араб. عبادة — поклоніння) — слово, що зустрічається у власних іменах народів Сходу й пишеться окремо або разом з іменем.
Часто трапляється в з'єднанні з власними іменами або якостями Бога у всіх народів, що сповідають іслам, наприклад:
- Абд-Алла: раб божий;
- Абд-ель-Кадер: раб всемогутнього (Бога);
- Абд-уль-Літіф: раб милостивого;
- Абд-ур-Рахман: раб милосердного;
- Абд аль-Лат: раб Аллат